# 방데 전쟁
방데 전쟁(Guerre de Vendée) 또는 방데 반란(Rébellion Vendéenne)은 프랑스 혁명기에 발생한 성직자기본법에 반대한 로마 가톨릭교회의 세력과 왕당파의 반란이다. 이들 반란세력은 스스로를 가톨릭 왕당군대(The Catholic and Royal Army)라 불렀다. 왕당파는 백색군, 혁명파는 청색군으로 구분되었다. 프랑스 서부에 있는 방데 지역의 농민들에 의해 1793년 시작되어 나폴레옹이 1801년 공식적으로 끝내기까지 정확한 숫자는 알 수 없지만 30 ~ 40만에 이르는 사망자를 냈다. 브르타뉴, 메인, 앙주, 노르망디에서 발생한 슈아누리 반란과 밀접한 관련이 있으며, 이들의 반란은 때로는 ‘서부 전쟁’(Guerres de l' Ouest)으로 총칭된다. 혁명 중 가장 처참한 살육이 이뤄졌으며, 최근에까지 잊혀지지 않고 있으며, 현재 프랑스에서도 이야기하는 것은 금기시되고 있다.

## 개요

### 무장봉기
원래 방데를 중심으로 하는 프랑스 서부는 가톨릭 신앙이 독실한 지역이었다. 1789년 발발한 프랑스 혁명 초기에는 혁명에 호의적이었으나, 그 후에 자행된 가톨릭교회와 사제들에 대한 탄압, 국왕의 처형, 증세, 불공평한 30만 모병으로 봉기하게 되었다.
그러던 중, 30만 명 동원령에 따라 의용병을 결정 추첨이 예정되어 있던 1793년 3월 11일, 멘에루아르주 숄레 사람들이 궐기하자 각지의 농민도 봉기하여 불과 10여일만에 프랑스 서부의 2/3 이상의 지역에서 소요가 일어났다. 지도자들은 각각 군인이기도 한 지방 귀족을 끌여들어, 각지의 반란군과 합류하면서 정부군을 물리치고, 방데 지역을 지배 하에 두었다. 3월 19일 국민 공회는 “무기를 가지고 있는 폭도 전원을 처형하고 재산을 몰수한다”는 엄격한 조치를 취했지만, 국경에 국민 위병대를 파견한 상태였기 때문에 부족한 병력으로 반란을 진압할 수는 없었다. 반란군은 점차 세를 불렸고, 정부가 국경의 군대를 배치해도 의도한 만큼의 성과는 거둘 수 없었다.
반란군은 스스로를 “가톨릭 황군”으로 자칭하였고, 행상인 출신의 자크 카텔리노가 최고 사령관으로 선출되었다. 당시 연전연승하며 세력권을 넓히고 있던 브르타뉴의 올빼미 당과 합류하기 위해 6월 낭트 시를 공략했다. 그러나 낭트 시민은 정부군과 협력하여 철저하게 항전했기 때문에 철수할 수밖에 없었다. 그 때, 최고 사령관 카텔리노가 전사했다. 따라서 이 반란은 더 확산되지 않았지만 국내 상업과 군사 행동이 차질을 빚어 지롱드파에 비난이 집중됐다.

## 정부군의 반격

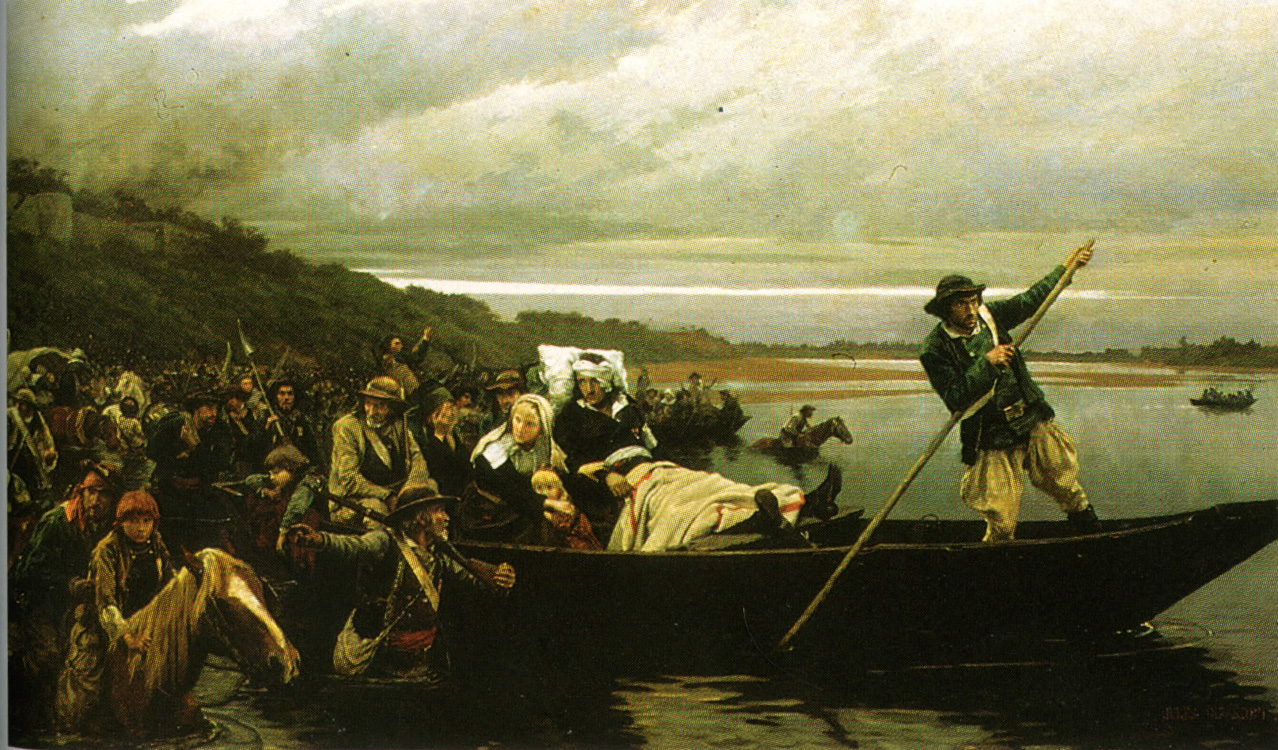
루아르강을 넘어 북상하는 가톨릭 황군

그런 가운데 8월 국민 공회는 혁명 정부군에 방데 파괴 명령을 내린다. 지침은 “전쟁에 관여했을 가능성이 있는 사람은 남녀노소를 막론하고 가차없이 섬멸하라”는 것이었다. 그 명령을 받은 정부군은 숲, 밭, 집, 교회를 초토화시키고, 지역민을 무차별 살해했다. 한편, 반란군은 퇴각 후 카토리노 죽음의 영향을 받아 이탈자가 속출하고 통제불능의 상태에 빠졌다. 영국 해협을 목표로 전진했으나 그란빌 앞쪽에서 저지를 받아 패퇴를 계속했고, 식량부족과 전염병이 돌아 사기도 떨어졌다. 그럼에도 불구하고 정부군의 무차별 공격으로 도망쳐 온 주민을 비롯한 10만여 명이나 늘어났다. 그들은 결국 포기하고 고향으로 돌아가기 위해 루아르강을 넘어 북상했으나 사보네 타운 전투에서 괴멸되었다. 포로가 된 사람은 낭트에 연행되어 루아르강에 떠있는 폐선에 태워져 침몰당했다.

## 그 후
이후에도 정부는 “지옥 부대”라고 이름 붙여진 연대를 파견하여 비슷한 전략을 계속 펼쳤기 때문에 방데 지방에서는 반란은 소규모 게릴라전 양상으로 바뀌어 계속되었다. 1794년 반란 진압을 위해 파견된 루이 라자르 오슈가 군 지휘관으로 부임하면서 포로로 잡힌 농민 병사와 면담을 통해 농민이 반란에 참가한 것은 종교적 자유를 위한 것이기 때문에, 관용 정책을 취하면 그들은 왕당파와 반란에서 이탈하려한다는 것을 알게 되었다. 이 정책 변화가 주효하여 1795년 2월까지 방데 반란군은 와해되기 시작했다. 같은 해 6월 15일, 영국의 지원을 받은 왕당파와 부대가 기부론에 상륙했지만, 격퇴되었고 대부분이 포로가 되어 방데 반란군은 치명적인 일격을 받았다. 집요하게 게릴라전을 계속하던 마지막 생존 지도자 샤레트도 검거되어 총살되었다. 오슈는 1796년에 방데 지역의 평정을 선언했다. 
1801년에 나폴레옹이 교황에게 사과와 화해를 하고 방데지역 부흥과 가톨릭을 위한 많은 정책을 내놓았고, 이로써 방데 반란은 완전히 종결되고 단절되었던 교황청-프랑스 간의 국교도 재개되었고 폐지된 십일조도 부활되었다.

## 인물

### 반란
- 자크 카텔리노 : 초대 총사령관
- 루이 드 엘베 : 2대 총사령관

## 같이 보기
- 나폴레옹 보나파르트
- 십일조
- 프랑스 혁명
- 프랑스 혁명 전쟁
- 프랑스 혁명 시기의 십일조 폐지 과정
- 왕당파
- 올빼미 당
- 프랑스 혁명 전쟁
- 루이 16세
- 테르미도르의 쿠데타
- 리옹 반란
- 성직자기본법
- 콩고르다툼